# Antoine de Pons de La Grange
Antoine de Pons de La Grange est né le 28 mars 1759 à Riom en Auvergne et est mort le 23 septembre 1849. Il fut évêque de Moulins.

## Biographie
Il est ordonné prêtre le 19 avril 1783 et est sacré évêque de Moulins le 13 juillet 1823 par Hyacinte-Louis Quélen, archevêque de Paris. Il trouva son diocèse dans un état pitoyable : les prêtres étaient peu nombreux et âgés, les églises et les presbytères étaient en piteux état. Bien qu'étant lui-même âgé, il consacra près de 25 ans à la réorganisation de son diocèse. Il construisit notamment un séminaire.